# Classificacions sociològiques dels moviments religiosos

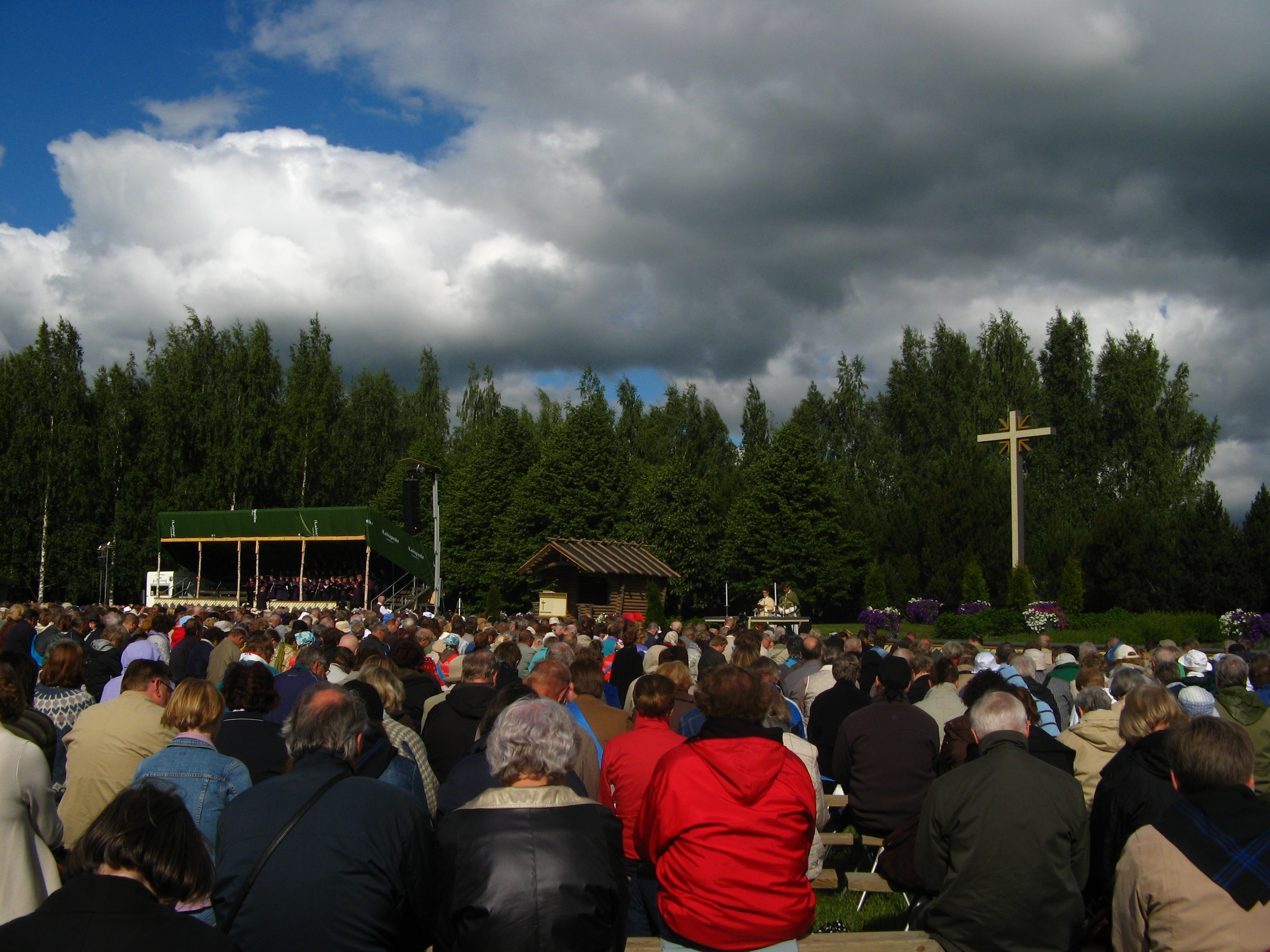
Herättäjäjuhlat, el festival del moviment religiós finlandès Herännäisyys, a Seinäjoki, Finlàndia el 2009

Els estudiosos han proposat diverses classificacions sociològiques dels moviments religiosos. En la sociologia de la religió, la classificació més utilitzada és la tipologia «església-secta». La tipologia és interpretada de manera diferent per diferents sociòlegs, i s'han proposat diversos trets distintius per caracteritzar les esglésies i les sectes. A la majoria de seguiments, les funcions següents es consideren rellevants:
- L'església és una organització obligatòria en què neixen les persones, mentre que la secta és una organització voluntària a la qual la gent sol convertir-se.
- L'església és una organització inclusiva a la qual pot pertànyer tot tipus de persones, mentre que la secta és una organització exclusiva de persones qualificades religiosament.
- L'església és una organització establerta que està ben integrada a la societat més gran i normalment inclinada a buscar una aliança amb el poder polític, mentre que la secta és un grup escissionat d'una religió més gran; sovint està en tensió amb els valors socials actuals, rebutja qualsevol compromís amb l'ordre secular i tendeix a estar compost per persones desfavorides.
- L'església presenta complexes estructures burocràtiques jeràrquiques, mentre que la secta és una organització més petita, democràtica i relativament informal.
- Els ministres d'una església estan formalment formats, educats i ordenats, mentre que la secta rebutja les distincions agudes entre clergues i laics, i sovint és governada per líders carismàtics.
- En teologia i litúrgia, l'església s'inclina cap al dogmatisme, el tradicionalisme i el ritualisme, mentre que la secta promou experiències espirituals intensificades per als seus membres i adopta un enfocament més inspirador, informal i impredictible de la predicació i el culte.

La tipologia església-secta s'ha enriquit amb subtipus. La teoria del continuum església-secta afirma que les esglésies, ecclesia, denominacions i sectes formen un continuum amb una influència decreixent en la societat. Les sectes són grups separats de religions més convencionals i tendeixen a estar en tensió amb la societat. Els cultes i els nous moviments religiosos queden fora d'aquest continuum i, a diferència dels grups esmentats, sovint tenen un ensenyament nou. S'han classificat segons la seva actitud davant la societat i el nivell d'implicació dels seus adherents.

## Tipologia«església-secta»

Un diagrama del continuum de la tipologia església-secta que inclou «església», «denominació», «secta», «culte», «nou moviment religiós» i «secta institucionalitzada»

La tipologia «església-secta» té els seus orígens en l'obra de Max Weber i Ernst Troeltsch, i des de la dècada del 1930 fins a finals de la dècada del 1960 va inspirar nombrosos estudis i models teòrics, especialment en sociologia estatunidenca.
Weber va caracteritzar l'església com una organització obligatòria, burocràtica i inclusiva, la pertinença de la qual s'obté principalment en néixer per adscripció, i la secta com una organització voluntària, democràtica i exclusiva els membres de la qual es recluten mitjançant l'admissió individual després de l'establiment de la qualificació.
Ernest Troeltsch va acceptar la definició de Weber però va afegir la noció d'un grau variable d'acomodació amb la moral social; l'església és intrínsecament conservadora, inclinada a buscar una aliança amb les classes altes i amb l'objectiu de dominar tots els elements de la societat, mentre la secta està en tensió, amb els valors socials actuals, rebutja qualsevol compromís amb l'ordre secular i tendeix a estar compost per persones desfavorides.
Estudis sociològics i teològics posteriors van elaborar les tipologies de Weber i Troeltsch incorporant-les a una teoria del «continuum» o «moviment» de l'església-secta. H. Richard Niebuhr considerava que els «grups religiosos» es trobaven entre els pols de la secta i l'església; les sectes són grups de protesta que se separen de l'església a la recerca d'experiències religioses més autèntiques. Les sectes són intrínsecament inestables i a mesura que creixen tendeixen a esdevenir com una església; un cop s'han convertit en institucions establertes, marcades pel compromís i l'acomodació, estan al seu torn exposades a nous reptes cismàtics.
La secta és el resultat de «les revoltes religioses dels pobres», i la força motriu del moviment cíclic entre la secta i l'església no és tant la controvèrsia doctrinal com l'estratificació i el conflicte social que tenen lloc segons les línies de classe, raça, ètnia i seccionismes.
Altres estudiosos van enriquir la tipologia amb subtipus. Howard Becker va introduir un continuum de tipus que anava des del culte a la secta: «la denominació» i «l'ecclesia». John Milton Yinger va delinear una tipologia sextuple: «l'església universal» (per exemple, l'església Catòlica Romana), «l'ecclesia», amb la qual volia dir establerta, les «Esglésies nacionals» (per exemple, l'església d'Anglaterra, l'església Ortodoxa Russa), la «denominació» (per exemple, els baptistes, els presbiterians), la «secta establerta» (per exemple, els adventistes del setè dia, els quàquers), la «secta» (per exemple, molts pentecostalistes, l'església de Déu) i el «culte» (per exemple, la Família Internacional, la Cienciologia). Benton Johnson va simplificar la definició de «secta» i «església» i la va basar en una única variable: el grau d'acceptació de l'entorn social. Una església és un grup religiós que accepta l'entorn social en què existeix, una secta és un grup religiós que el rebutja.
La tipologia església-secta i la noció d'un «continuum església-secta» o «moviment de la secta a l'església» van ser objecte d'un fort atac en la sociologia de la religió de la dècada del 1960 en endavant. La teoria va patir la manca d'acord sobre els trets distintius, la proliferació de nous tipus i l'evidència empírica qüestionable sobre els seus supòsits bàsics. Moltes contribucions al debat van ser percebudes com a pura naturalesa classificatòria i desproveïdes de contingut teòric significatiu. Finalment, hi va haver un acord general entre els estudiosos per abandonar completament l'ús de la tipologia, tot i que la disminució del debat sobre la tipologia de l'església-secta no va afectar l'interès persistent per les contribucions de Weber sobre el tema i, més àmpliament, per la seva sociologia de la religió. A més, malgrat les crítiques, la distinció entre secta i església ha passat a formar part del repertori teòric estàndard dels sociòlegs.

### Max Weber

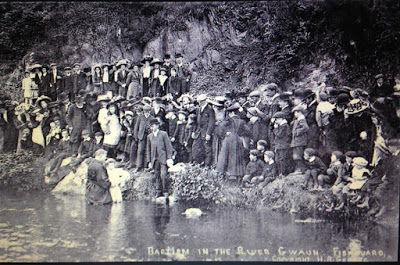
Una escena del renaixement gal·lès de 1904-1905. Dan Davies de la capella d'Hermon fent un bateig al riu Gwaun el 1905

A mesura que les idees de Max Weber sobre l'església i la secta s'han desenvolupat al llarg del temps, el que segueix és un esbós de definicions i temes clau.
Tant l'església com la secta són organitzacions hierocràtiques, ja que fan complir les seves ordres mitjançant la coacció psíquica proporcionant o negant béns religiosos com ara beneficis espirituals (bendicció màgica, sagraments, gràcia, perdó, etc.) i beneficis materials (beneficis eclesiàstics i altres dotacions). Però a diferència de la secta, l'església és una organització obligatòria la pertinença de la qual normalment es determina pel naixement o el baptisme dels infants més que no pas per l'associació voluntària, que reclama «un monopoli de l'ús legítim de la coacció hierocràtica». Perquè de la seva pretensió de dominació hierocràtica universal, l'església s'inclina a nivelar totes les distincions no religioses i a superar «llaços familiars, germans i tribals... barreres ètniques i nacionals». Ningú està en principi exclòs de l'església, no fins i tot els pecadors impenitents, els escèptics i els indiferents. L'església «deixa que la gràcia brilli sobre els justos i els injustos... L'afiliació a l'església és, en principi, obligatòria i, per tant, no demostra res pel que fa a les qualitats del membre».
L'església també es caracteritza per «un sacerdoci professional allunyat del 'món', amb sous, promocions, deures professionals i una forma de vida distinta». Els ministres solen ser nomenats sobre la base de la seva educació religiosa formalment certificada i funcionen en una estructura administrativa jeràrquica. Les demandes de l'església envers el clergat poden ser més o menys exigents, però la seva plena satisfacció (la santedat del ministre) no és una condició per a l'eficàcia dels sagraments i per a la realització dels rituals religiosos; l'església compleix la seva missió ex opere operato, i distingeix clarament entre persona i càrrec, és a dir, entre carisma del ministre individual, que de tant en tant pot faltar, i eficàcia de la funció religiosa, que és perpètua i depèn només de la voluntat de Déu.
Mentre que l'església és «una associació obligatòria per a l'administració de la gràcia», la secta per a Weber és «una associació voluntària de persones qualificades religiosament». És voluntària, ja que es basa en la voluntat d'adoptar els estàndards de conducta ètica requerits pertinença a la secta; la pertinença no s'adscriu al naixement sinó que resulta de la lliure acceptació de la doctrina i la disciplina de la secta per part del seguidor, i de l'acceptació contínua del seguidor per part de la secta. La secta no expressa una reivindicació de la dominació hierocràtica universal, i per tant, és exclusiva (com a «aristocràcia dels elegits») en lloc d'inclusiva com l'església. Està formada per individus la conducta i estil de vida dels quals «proclamen la glòria de Déu», persones qualificades religiosament que creuen (o esperen) ser «salvades». En ser una associació lliure de «virtuosos religiosos», la secta planteja grans demandes cap als seus membres i els imposa la disciplina més estricta:
| «                    | Una 'secta' en el sentit sociològic de la paraula és una associació exclusiva de virtuosos religiosos o de persones religioses especialment qualificades, reclutades mitjançant l'admissió individual després de l'establiment de la qualificació. Per contra, una 'església', com a establiment universalista de la salvació de les masses, planteja com l'Estat, que tothom, almenys cada fill d'un membre, ha de pertànyer per naixement. | » |
| — [Weber 1958, p. 6] | |   |

En contrast amb el sacerdoci professional de l'església, els membres de la secta només poden exercir el poder hierocràtic en virtut del carisma personal. La predicació laica i el sacerdoci universal són la norma, així com «l'administració democràtica directa» per part de la congregació, que és responsable conjuntament de la celebració dels sagraments per un ministre digne en estat de gràcia. El càrrec ministerial no és un «ofici» recolzat per estructures d'autoritat eclesiàstiques, sinó un nomenament o «elecció» subjecta a la voluntat popular de la congregació; el ministre és un servidor de la congregació, i no hi ha separació burocràtica entre persona i càrrec, entre individu i funció, és sempre admissible.
Les esglésies catòlica, anglicana i ortodoxa són casos paradigmàtics d'organitzacions semblants a l'església; fora del cristianisme, es poden trobar bons exemples d'esglésies així definides, segons Weber, a l'islam, en la forma lamaista del budisme i, en un sentit més limitat, al mahdisme, al judaisme i probablement a l'hierocràcia tardana de l'Antic Egipte. La gestió oficial del confucianisme es va oposar a les persecucions budistes, taoistes i de sectes de salvació de tota mena. El calvinisme es caracteritza millor com una església semblant a una secta; els baptistes, els quàquers i els metodistes són casos paradigmàtics de sectes, així com els científics cristians, els adventistes. Entre aquests dos pols, segons Weber, són possibles diferents graus d'aproximació a l'església o a la secta. L'hinduisme, per exemple, és una religió estrictament de naixement, a la qual un pertany només pel fet de néixer de pares hindús, però és exclusiu com a secta perquè per certs delictes religiosos es pot excloure per sempre de la comunitat.

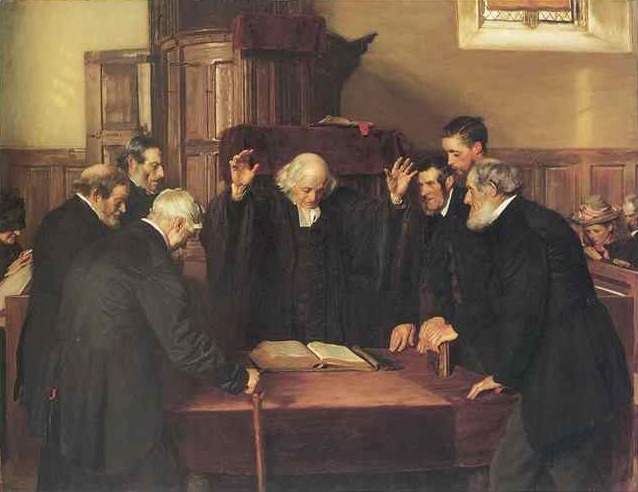
The Ordination of Elders in a Scottish Kirk, de John Henry Lorimer, 1891. Galeria Naciona d'Escòcia

De fet, la distinció entre església i secta no és dicotòmica, sinó contínua. L'església i la secta no es corresponen exactament amb cap fenomen empíric, sinó que destaquen elements comuns en diferents graus a la majoria dels fenòmens. Són tipus ideals, és a dir, dispositius heurístics per destacar aspectes rellevants del món social, representacions molt simplificades de la realitat, «punts de vista especials i unilaterals» segons els quals l'investigador selecciona allò que és rellevant a efectes històrics i explicació sociològica. Com a tipus ideals, l'església i la secta no descriuen la realitat i difícilment es poden trobar en forma pura, però ens ajuden a entendre per què les persones actuen com ho fan desenvolupant teories socials significatives.
Una d'aquestes teories desenvolupades per Weber és que el desenvolupament del capitalisme i la democràcia als Estats Units d'Amèrica s'han vist afectats positivament per la forma sectària de certs grups religiosos com els puritans i els baptistes. Segons Weber, la democràcia estatunidenca «no constituïa» un munt de sorra sense forma d'individus, sinó més aviat un complex vibrant d'associacions estrictament exclusives, però voluntàries. La democràcia estatunidenca no està feta d'individus aïllats sinó d'associacions que, com les sectes, funcionen com a mecanismes de control que fomenten uns alts estàndards morals i fomentar la responsabilitat individual.
En primer lloc, Weber creu que les sectes generalment promouen l'individualisme i la llibertat de consciència. Si bé la pretensió de l'església de dominació hierocràtica universal és inherentment hostil a la llibertat de consciència i als drets individuals, la secta «dona lloc a un dret personal inalienable dels governats enfront de qualsevol poder, ja sigui polític, hierocràtic o patriarcal». En segon lloc, segons per a Weber hi ha «una afinitat electiva entre la secta i la democràcia política», que prové de les característiques estructurals de la secta; el tractament dels funcionaris clericals com a servidors de la congregació i la pràctica de la democràcia directa en la seva administració. Finalment, com a associacions voluntàries de persones qualificades, les sectes mantenen la disciplina; seleccionen, sondegen i sancionen els seus membres, i és probable que tinguin la major influència educativa sobre els individus i, a través d'elles, la societat en general. Weber argumenta que la pertinença a una secta va funcionar als Estats Units d'Amèrica com «un certificat de qualificació moral i especialment de moral empresarial». Les sectes van proporcionar una prova de la reputació, l'honestedat i la confiança d'un, i en fer-ho es van convertir en una font vital del «l'ethos capitalista burgès empresarial entre els amplis estrats de les classes mitjanes (els agricultors inclosos)».

### Ernst Troeltsch

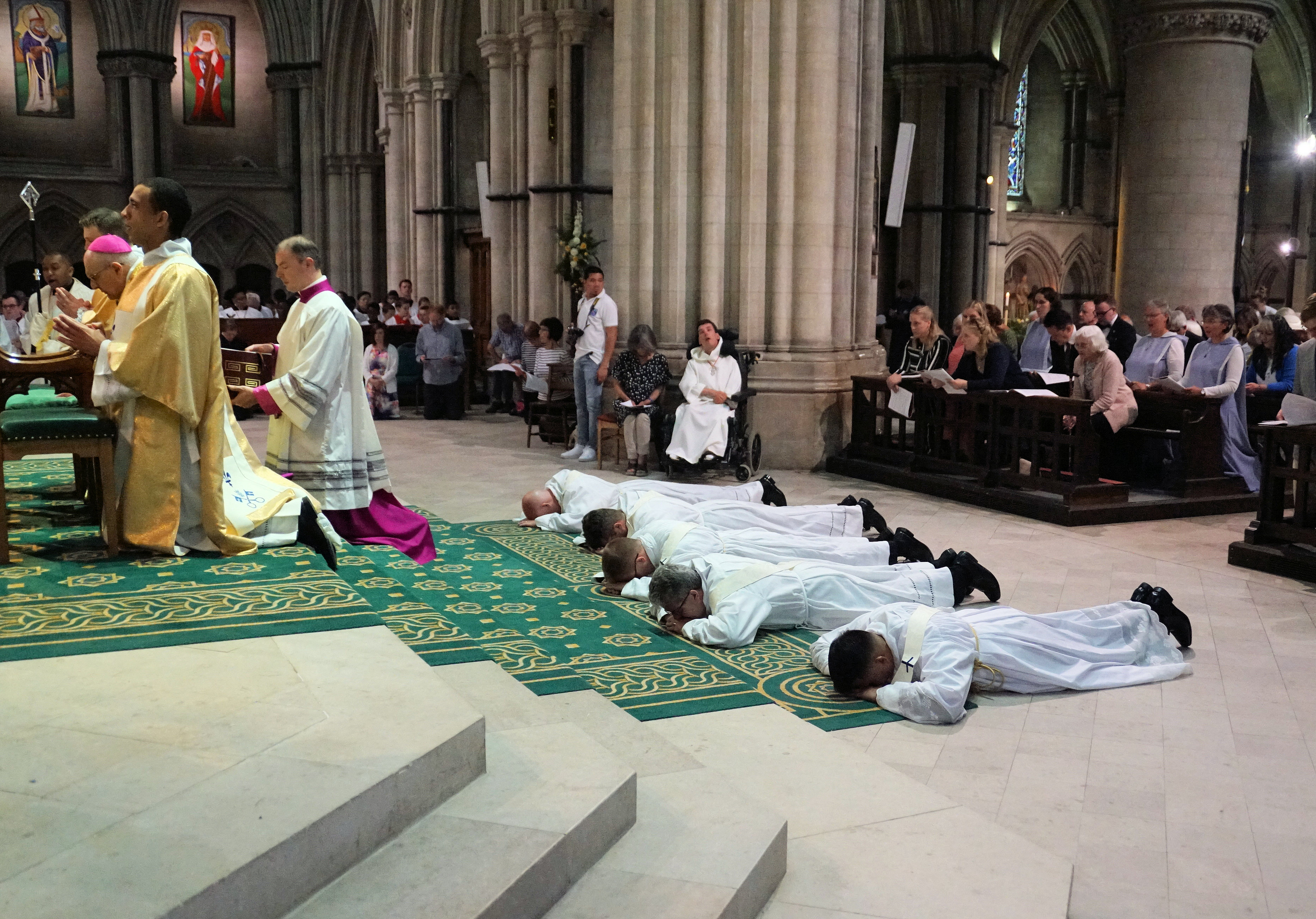
Ordenació al sacerdoci. Catedral de Sant Joan Baptista, Norwich, Diòcesi Catòlica Romana d'East Anglia, 2019

Troeltsch es basa en gran manera en la distinció de Weber entre església i secta. Com Weber, Troeltsch subratlla el «caràcter institucional objectiu» de l'església en comparació amb la «comunitat voluntària» de la secta, i distingeix «l'ideal universal» de l'església (el seu desig de controlar grans masses de persones), de del reunió «d'un grup selecte d'elegits» per part de la secta, que se situa «en forta oposició al món». A aquestes idees weberianes, Troeltsch afegeix una nova característica distintiva, que és la diferent actitud cap al compromís i l'acomodació amb les demandes de la societat. L'església s'adapta al món secular i mostra un alt grau de compromís amb la societat en general i amb les autoritats civils, a les quals dona suport per mantenir-se i guanyar influència; en contrast amb això, la secta neix com a protesta, rebutja qualsevol compromís i tendeix a ser més petita i formada per persones desfavorides. Els compromisos sectaris estan motivats per les protestes socials de les classes baixes.
Troeltsch arriba a les seves definicions d'església i secta sobre la base d'un examen de la història de l'Europa cristiana abans del 1800, i concep l'església i la secta com a expressions sociològiques independents de dues interpretacions diferents del cristianisme. La secta subratlla els trets escatològics de la doctrina cristiana, que interpreta literalment i de manera radical; és una petita comunitat voluntària de conversos que pretenen fer realitat la llei divina en el seu propi comportament, diferenciant-se i oposant-se al món, i negant-se a establir una clara distinció entre clergues i laics; abraça ideals de frugalitat, prohibeix la participació en afers legals i polítics i apel·la principalment a les classes baixes. En teologia i litúrgia, la secta s'absté del dogmatisme i del ritualisme burocràtic i, en comparació amb l'església, adopta un enfocament més inspirador, informal i impredictible de la predicació i el culte.

### Església iecclesia
Johnstone proporciona les set següents característiques de les esglésies:
- Reclamen la universalitat, inclouen tots els membres de la societat dins de les seves files i tenen una forta tendència a equiparar «ciutadania» amb «pertinença».
- Exercir el monopoli religiós i intentar eliminar la competència religiosa.
- Estan molt estretament aliades amb l'Estat i els poders seculars; sovint hi ha superposició de responsabilitats i molt reforç mutu.
- S'organitzen àmpliament com una institució burocràtica jeràrquica amb una complexa divisió del treball.
- Emprar clergues professionals a temps complet que posseeixin les credencials adequades d'educació i ordenació formal.
- Principalment obtenir nous membres mitjançant la reproducció natural i la socialització dels nens a les files.
- Permetre la diversitat creant diferents grups dins de l'església (per exemple, ordres de monges o monjos) més que mitjançant la formació de noves religions.

L'exemple clàssic d'una església segons aquesta definició és l'església catòlica, especialment en el passat, com l'església estatal de l'Imperi Romà.

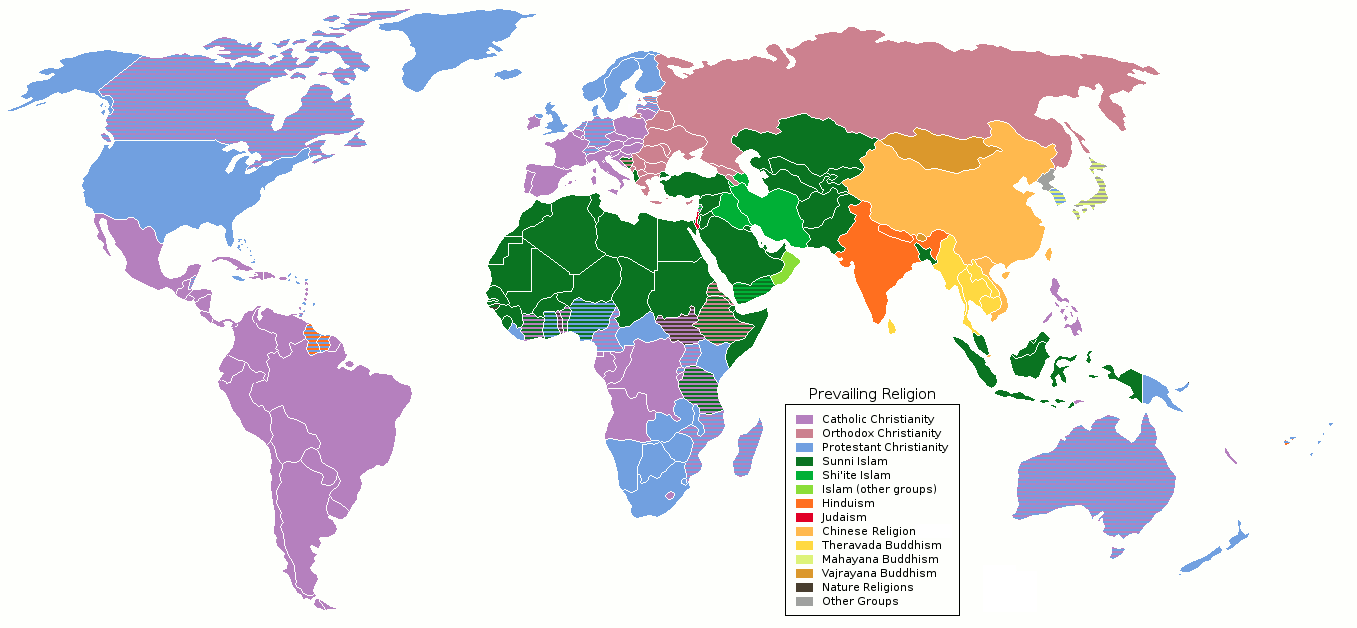
Les principals confessions religioses del món, que són majoritàries a cada país

L'islam és una església en països com l'Aràbia Saudita i l'Iran, on no hi ha separació entre l'església i l'estat. La Llei Bàsica de l'Aràbia Saudita diu: «[La Constitució de l'Aràbia Saudita és] el Llibre de Déu [l'Alcorà] i la Sunna del seu Profeta [Mahoma]». Aquestes nacions es regeixen sota una interpretació oficial de la llei religiosa (Salafí en el cas de l'Aràbia Saudita), i el dret religiós predomina en el sistema legal. Però l'Aràbia Saudita no té els criteris de Johnstone per a un clergat ordenat i una estructura estrictament jeràrquica; tanmateix, té «l'ulema» i el seu Consell Superior amb la facultat exclusiva d'emetre fatwa, així com la jurisprudència fiqh a través del Comitè Permanent d'Investigació Acadèmica i Ifta. A les denominacions xiïtes, hi ha un clergat professional dirigit per un Gran Aiatol·là.
Una lleugera modificació del tipus d'església és la d'«ecclesia». Les ecclesies inclouen les característiques anteriors de les esglésies amb l'excepció que generalment tenen menys èxit a l'hora d'aconseguir l'adhesió absoluta entre tots els membres de la societat i no són l'únic cos religiós. Les esglésies estatals d'algunes nacions europees s'adaptarien a aquest tipus.

### Denominacions
La «denominació» es troba entre l'església i la secta en el continuum. Les denominacions sorgeixen quan les esglésies perden el seu monopoli religiós en una societat. Una denominació és una religió entre moltes. Quan les esglésies o sectes esdevenen denominacions, també hi ha alguns canvis en les seves característiques. Johnstone proporciona les vuit característiques següents de les denominacions:
1. similar a les esglésies, però a diferència de les sectes, tenen bones relacions amb l'estat i els poders seculars, i fins i tot pot intentar influir en el govern de vegades.
2. mantenir, almenys, unes relacions tolerants i normalment força amistoses amb altres confessions en un context de pluralisme religiós
3. dependrà principalment del naixement per augmentar el nombre de membres, encara que també acceptarà conversos; alguns persegueixen activament l'evangelització
4. acceptar el principi de canviar almenys modestament la doctrina i la pràctica i tolerar una certa diversitat teològica i disputes
5. seguir un ritual i un servei d'adoració bastant rutinari que descoratja explícitament l'expressió emocional espontània
6. formar i contractar clergues professionals que han de complir els requisits formals per a la certificació
7. accepta una implicació menys àmplia dels membres que les sectes, però més implicació que les esglésies
8. sovint provenen de manera desproporcionada de les classes mitjanes i altes de la societat

La majoria dels principals branques cristianes formades després de la reforma són denominacions segons aquesta definició (per exemple, baptistes, metodistes, luterans, adventistes del setè dia).

### Sectes
Sociològicament, una «secta» es defineix com un grup religiós recentment format que es va formar per protestar contra elements de la seva religió matriu (generalment una denominació). La seva motivació acostuma a situar-se en acusacions d'apostasia o heretgia en la denominació original; sovint condenen les tendències liberals en el desenvolupament confesional i defensen el retorn a l'anomenada religió «veritable».
Els líders dels moviments sectaris (és a dir, la formació d'una nova secta) solen provenir d'una classe socioeconòmica inferior a la dels membres de la denominació matriu, un component del desenvolupament de la secta que encara no s'entén del tot. La majoria dels estudiosos creuen que quan la formació de sectes implica distincions de classe social, reflecteixen un intent de compensar les deficiències d'un estatus social més baix. Un resultat que sovint es veu d'aquests factors és la incorporació a la teologia de la nova secta un disgust per els adorns dels rics (per exemple, joies o altres signes de riquesa).
Després de la seva formació, les sectes prenen un dels tres camins: la dissolució, la institucionalització o el desenvolupament eventual en una denominació. Si la secta s'extingeix com a membre, es dissoldrà. Si augmenta el nombre de membres, la secta es veu obligada a adoptar les característiques de les confessions per mantenir l'ordre (per exemple, burocràcia, doctrina explícita, etc.). I fins i tot si els membres no creixen o creixen lentament, es desenvoluparan normes per regir les activitats i el comportament del grup. El desenvolupament de les normes provoca una disminució de l'espontaneïtat, que sovint és una atracció principal de les sectes. L'adopció de característiques semblants a la denominació pot convertir la secta en una denominació en tota regla o, si es fa un esforç conscient per mantenir alguns dels components d'espontaneïtat i protesta de les sectes, pot resultar una «secta institucionalitzada». Les sectes institucionalitzades es troben a mig camí entre les sectes i les confessions en el continuum del desenvolupament religiós. Tenen una barreja de característiques de secta i de denominació; exemples inclouen hutterites, Iglesia ni Cristo i els Amish.
La majoria de les denominacions conegudes dels Estats Units d'Amèrica existents avui es van originar com a sectes que es van separar de les denominacions (o Esglésies, en el cas del luteranisme i l'anglicanisme), inclosos els metodistes, els baptistes i els adventistes del setè dia.
Els mennonites són un exemple de secta institucionalitzada que no es va convertir en una denominació.

## Tipologia de«culte»
El concepte de «culte» ha quedat endarrerit en el perfeccionament dels termes que s'utilitzen per analitzar les altres formes d'origen religiós. Bruce Campbell discuteix el concepte de Troeltsch en definir els cultes com a grups religiosos no tradicionals que es basen en la creença en un element diví dins de l'individu. Ell dona tres tipus ideals de cultes:
1. un «tipus d'il·luminació» d'orientació mística
2. un «tipus instrumental», en el qual es busca l'experiència interior únicament pels seus efectes
3. un «tipus orientat al servei» que se centra a ajudar els altres

Bruce Campbell analitza sis grups en la seva anàlisi: «teosofia», «saviesa de l'ànima», «espiritualisme», «nou pensament», «cienciologia» i «meditació transcendental».
A finals del segle xix, una sèrie d'obres que van aparèixer que ajuden a aclarir què hi ha implicat en els cultes. Diversos estudiosos d'aquest tema, com Joseph Campbell (1904-1987) i Bruce Campbell, han assenyalat que els cultes són associats amb creences en un element diví en l'individu: «ànima», «Jo» o «Jo veritable». Els cultes són inherentment efímers i poc organitzats. Hi ha un tema important en moltes de les obres recents que mostra la relació entre els cultes i el misticisme. Campbell destaca dos tipus principals de cultes: un místic i l'altre instrumental. Aquesta anàlisi pot dividir els cultes en assemblees ocultes o metafísiques.
Campbell proposa que els cultes són grups religiosos no tradicionals basats en la creença en un element diví en l'individu. A part dels dos tipus principals, també hi ha un tercer tipus: el «culte orientat als serveis». Campbell afirma que «els tipus de formes estables que evolucionen en el desenvolupament de l'organització religiosa tindran una relació significativa amb el contingut de l'experiència religiosa del fundador o fundadors».

### Classificació per origen i desenvolupament
En la tipologia sociològica estàndard, els cultes són, com les sectes, nous grups religiosos. Però, a diferència de les sectes, es poden formar sense separar-se d'un altre grup religiós, encara que no sempre és així. La característica que més distingeix els cultes de les sectes és que no advoquen per un retorn a la religió pura sinó que promouen l'adopció d'alguna cosa nova o alguna cosa que s'ha perdut o s'ha oblidat completament (per exemple, escriptures perdudes o noves profecies). També és molt més probable que els cultes siguin liderats per líders carismàtics com els altres grups religiosos, i els líders carismàtics solen ser els individus que produeixen el component nou o perdut que és l'element central del culte.
Els cultes, com les sectes, sovint integren elements de les teologies religioses existents, però els cultes tendeixen a crear teologies més esotèriques sintetitzades a partir de moltes fonts. Segons Ronald L. Johnstone, els cultes tendeixen a emfatitzar la pau individual i l'individu.
Els cultes, com les sectes, poden convertir-se en denominacions. A mesura que creixen els cultes, burocratitzen i desenvolupen moltes de les característiques de les denominacions. Alguns estudiosos dubten a concedir als cultes l'estatus confessional perquè molts cultes mantenen les seves característiques més esotèriques. Però la seva aparença més propera a les denominacions que al tipus culte permet classificar-les com a denominacions. Exemples de denominacions als Estats Units d'Amèrica que van començar com a cultes inclouen Christian Science i Nation of Islam.

### Cultes o nous moviments religiosos
Des de la segona meitat del XX, alguns estudiosos de l'estudi científic social de la religió han advocat per referir-se als cultes com a «nous moviments religiosos» (NMR), amb l'esperança d'evitar les connotacions sovint pejoratives i despectives que s'adjunten a la paraula «culte» en el llenguatge popular.

### Crítiques
L'estudiós religiós John A. Saliba assenyala els nombrosos intents d'elaborar una classificació o tipologia de cultes i/o sectes, però conclou que les divergències que existeixen en les pràctiques, doctrines i objectius d'aquests grups no es presten a una classificació simple que tingui una aprovació universal. Argumenta que l'afluència de sistemes religiosos orientals, inclosos el taoisme, el confucianisme i el xintoisme, que no encaixen dins de les distincions tradicionals entre «església», «secta», «denominació» i «culte», han agreujat dificultats tipològiques.
Koehrsen mostra que les dificultats de classificar els grups religiosos segons la tipologia s'apliquen fins i tot a les congregacions cristianes. Les congregacions individuals es mouen contínuament en l'espectre de l'església-secta. Canvien entre «esglésies» i «sectes», adaptant estratègicament les seves pràctiques religioses al context donat.

### Metacrítiques
Lorne L. Dawson examina la història i el futur de la tipologia de l'església-secta en un article de 2008, opinant que la tipologia sobreviu com una eina útil.

## Distinció de Wallis entre culte i secta
El sociòleg Roy Wallis (1945-1990) va introduir diferents definicions de «secta» i «culte». Va argumentar que un culte es caracteritza per un «individualisme epistemològic» amb el qual vol dir que «el culte no té un lloc clar d'autoritat final més enllà del membre individual». Segons Wallis, els cultes es descriuen generalment com «orientats cap als problemes dels individus, poc estructurats, tolerants, no exclusius», fent «poques demandes als membres», sense posseir una «distinció clara entre membres i no membres», tenint «una ràpida renovació de membres», i són col·lectius transitoris amb límits difosos i sistemes de creences fluctuants. Wallis assegura que els cultes sorgeixen del «entorn cultual». Wallis contrasta un culte amb una secta en què afirma que les sectes es caracteritzen per «l'autoritarisme epistemològic»: les sectes posseeixen algun lloc autoritzat per a l'atribució legítima de l'heretgia. Segons Wallis, «les sectes pretenen posseir un accés únic i privilegiat a la veritat o la salvació, com ara la salvació col·lectiva, i els seus seguidors compromesos solen considerar que tots aquells fora dels límits de la col·lectivitat són 'un error'».

## Moviments de culte i/o noves religions

### Stark i Bainbridge
L'any 1975, els sociòlegs Rodney Stark i William Sims Bainbridge distingeixen tres tipus de cultes, classificats en funció dels nivells d'implicació organitzativa i del client (o adherent):
- Cultes al públic que gairebé no tenen organització perquè els participants/consumidors no tenen una implicació significativa.
- Cultes al client, en què els proveïdors de serveis presenten un grau d'organització en contrast amb els seus clients. Els cultes dels clients s'enllacen a xarxes socials de compromís moderat a través de les quals les persones intercanvien béns i serveis. La relació entre els clients i els líders dels cultes dels clients s'assembla a la dels pacients i els terapeutes.
- Els moviments de culte, que busquen oferir serveis que satisfan totes les necessitats espirituals dels seus adherents, encara que difereixen significativament pel grau d'ús que mobilitzen el temps i el compromís dels adherents.

El sociòleg Paul Schnabel ha argumentat que l'església de la Cienciologia es va originar a partir d'un culte al públic (els lectors del llibre de L. Ron Hubbard Dianetics: The Modern Science of Mental Health i l'article que l'havia precedit Astounding Science Fiction) a un culte al client (Dianètica) i després a un moviment de culte (l'Església de la Cienciologia).

### Roy Wallis
El sociòleg Roy Wallis va introduir un sistema de classificació dels nous moviments religiosos basat en les opinions dels moviments i les relacions amb el món en general.
- Els moviments de rebuig del món veuen l'ordre social imperant com una desviació i una perversió del pla diví. Aquests moviments veuen el món com a dolent o almenys materialista. Poden adherir-se a creences mil·lenaristes. La Associació Internacional per a la Consciència de Krixna (també coneguda com «Hare Krixna»), l'Església de la Unificació, Brahma Kumaris i els Nens de Déu són un exemple dels moviments de rebuig del món.
- Els moviments d'acomodació del món fan distincions clares entre l'esfera espiritual i l'esfera mundana. Tenen poques conseqüències o cap per a la vida dels adherents. Aquests moviments s'adapten al món però no el rebutgen ni l'afirmen.
- Els moviments d'afirmació del món poden no tenir cap ritual ni cap ideologia formal. Pot ser que no tinguin la majoria de les característiques dels moviments religiosos. Afirmen el món i només afirmen tenir els mitjans per permetre a la gent desbloquejar el seu «potencial ocult». Com a exemples de moviments d'afirmació del món, Wallis esmenta l'est i la meditació transcendental de Werner Erhard.